# تايرون إليس
تايرون إليس (بالإنجليزية: Tyrone Ellis)‏ مواليد 5 أكتوبر 1977 في دالاس، هو مدرب كرة سلة أمريكي ولاعب معتزل. بدأ مسيرته الاحترافية في سنة 2001. يدرب في دوري الرابطة الوطنية لفئة التطوير. يبلغ طوله 6 قدم 4 بوصة (1.9 م). اعتزل اللعب في 2012.

## المسيرة الاحترافية
لعب مع كانتون شارج في موسم 2001–2002، ثم لعب مع سانت جوسيب في الدوري الإسباني في موسم 2002–2003، ثم لعب مع سكايلاينرز فرانكفورت في الدوري الألماني من سنة 2003 إلى 2005، ثم لعب مع بشكتاش لكرة السلة في الدوري التركي في موسم 2005–2006، ثم لعب مع باسكت نابولي في موسم 2006–2007، ثم لعب مع إشبيلية في الدوري الإسباني من سنة 2007 إلى 2010، ثم لعب مع سي بي إستوديانتس في موسم 2010–2011، ثم لعب مع أليكانتي في موسم 2011–2012.

## روابط خارجية
- تايرون إليس على موقع الاتحاد الدولي لكرة السلة (الإنجليزية)
- تايرون إليس على موقع الدوري الأوروبي لكرة السلة (الإنجليزية)
- تايرون إليس على موقع الدوري الإسباني لكرة السلة (الإسبانية)
- تايرون إليس على موقع كرة السلة الأوروبية.كوم (الإنجليزية)
- تايرون إليس على موقع ريلجم (الإنجليزية)
- تايرون إليس على موقع بروبوليرز (الإنجليزية)
- تايرون إليس على موقع سبورتس رفرنس (الإنجليزية)
- تايرون إليس على موقع سبورتس رفرنس (الإنجليزية)